# UEFA Euro 2004 (игра)
UEFA Euro 2004 — компьютерная игра, спортивный симулятор из серии игр FIFA. Создана работниками компании Electronic Arts, официально вышла 6 мая 2004. Посвящена чемпионату Европы по футболу 2004 года, прошедшему в Португалии.

## Об игре

### Сюжет
Игроку в игре предстоит принять управление одной из 51 национальных сборных-членов УЕФА (по состоянию на июнь 2004 года), чтобы привести свою команду к победе на чемпионате Европы 2004 года. Помимо стандартного турнира с товарищескими играми, квалификационным турниром и финальной частью чемпионата, игроку доступны опции проведения обычных матчей и других соревнований.

### Режимы игры
- Быстрая игра. Режим традиционного матча: игрок выбирает сторону (хозяева, гости или обычное наблюдение) и команды-участницы. Матч проводится на случайно выбранном стадионе (как правило, это чаще всего один из португальских стадионов). Установленный в общеигровых настройках (или по умолчанию) состав игроков каждой из команд и принимает участие. В случае ничейного результата игрок может выбрать, каким образом определяется победитель — стандартным овертаймом, правилом «золотого» или «серебряного» гола или серией послематчевых пенальти.
- UEFA Euro 2004. Режим отборочного цикла и финальных матчей чемпионата Европы. Игрок принимает до четырёх команд из списка 51 сборной, входящей в УЕФА, и начинает управлять этими командами. Его подопечные должны будут преодолеть квалификационный этап Евро-2004 (если он выбрал хозяев, то он изначально играет только товарищеские встречи), и в случае успеха он должен будет составить окончательную заявку из 22 игроков для выступления в финальной части (там выступают только они). По ходу турнира игрок может назначать проведение товарищеских матчей в свободные дни. Перед каждым матчем игрок узнаёт информацию о сопернике, состояние своих подопечных (травмированные и дисквалифицированные, а также боевой дух) и назначает тактику на определённый матч.
- Прочие режимы игры.
  - Обычный товарищеский матч: выбираются сборные, форма для выступлений, настраиваются стадион и погода, а также тактика и состав (исходя из общеигровых настроек)[1].
  - Двухматчевая серия игр дома и на выезде: возможно как учитывание правила гостевого гола, так и его игнорирование[1].
  - Fantasy: матч звёзд, в котором игрок принимает руководство сборной лучших игроков Европы и руководит ей в матче против другой звёздной команды[1].
  - Розыгрыш ситуации: назначается исходный счёт, минута игры, число карточек и противники[1].
  - Серия пенальти: проводится по традиционным правилам, игрок настраивает по желанию порядок бьющих[1].
  - Турнир: игрок может сыграть собственно турнир Евро-2004 с уже квалифицировавшимися сборными, регулярный чемпионат или плей-офф с любыми сборными по желанию[1].
  - Тренировка: оттачиваются базовые навыки игры в футбол, счёт не ведётся. Игрок может отрабатывать штрафные и розыгрыши стандартов, а также угловые или провести «двусторонку» с выбранной сборной[1].
- Сетевая игра. Игрок участвует в поединке по локальной сети с другим игроком.

## Мнения об игре
| Сводный рейтинг | Сводный рейтинг | Сводный рейтинг | Сводный рейтинг |
| Издание         | Оценка          | Оценка          | Оценка          |
| Издание         | PC              | PS2             | Xbox            |
| --------------- | --------------- | --------------- | --------------- |
| GameRankings    | 75,13 %         | 76,40 %         | 72,93 %         |

### Плюсы
Разработчики учли многочисленные ошибки, которые были допущены в FIFA Football 2004 (например, недостаточно развитый AI). По итогам разработок появились следующие большие достоинства:
- Была радикально изменена система ударов. Подкрутка мяча, сторона удара и его сила стали ещё больше влиять на траекторию полёта мяча, которая была приближена к показателям официального мяча соревнований «Adidas Roteiro»[5][6]. Для сравнения — в FIFA 2004 вратари часто допускали глупые ошибки при попытке отбить удар[5][6].
- Новинками игры стали режимы «Fantasy mode», в котором появилась возможность проводить матч звёзд, и «Situation», позволяющий воссоздать практически любую ситуацию на поле (время, счёт, количество карточек)[5].
- Повысился уровень AI[6]: уровень «Semi-Pro» в игре соответствует примерно «World Class» в FIFA 2004, в ходе которого компьютер демонстрирует довольно слаженную игру в обороне, не позволяя прорываться по центру, а в атаке использует каждую ошибку противника[5].
- Система финтов была заимствована из FIFA Football 2003: при сближении игрока с защитником нажатие тех или иных клавиш позволяет выполнить тот или иной приём. В число финтов входят проброс между ног у защитника, ложный замах[5], финты с разворотами, пас на ход[1] и так далее.
- В списке стадионов присутствуют все стадионы чемпионата Европы, а также несколько стадионов из других стран: Олд Траффорд, Энфилд, Вестфаленштадион, Сан-Сиро, Месталья и другие арены. При подготовке к матчу есть возможность выбрать погодные условия и время суток: ясный день, туманный день, ночь, закат и дождь[1].
- У каждого футболиста есть по 17 характеристик, влияющих на его игровые качества. В их число входят рейтинг навыка (наибольшим он является у Зинедина Зидана), скорость (максимальная у Майкла Оуэна), чистота подката (максимальная у Алессандро Неста), сила удара, точность паса и дриблинг[1]. В режиме прохождения полного турнира к этим качествам добавляется и «мораль»: чем выше мораль, тем лучше играет футболист[6].
- Как и в прошлых играх серии, узнаваемыми разработчики сделали звёзд европейского футбола из команд Франции, Англии, Германии, Италии, Испании, Португалии и ряда других стран (в том числе России). Узнаваемы также и судьи: Пьерлуиджи Коллина[1], Любош Михел и Андерс Фриск.

### Минусы
Несмотря на старания разработчиков, игра не обошлась без существенных ошибок. Некоторые из них всё-таки удалось исправить патчами от любителей.
- Комментаторами, как и ранее, остались Джон Мотсон и Алли Маккойст. Это вызвало некоторое недовольство фанатов, поскольку большинство фраз комментаторов были заимствованы из старых версий игры[5]. Дополнительную озвучку комментаторов предоставили только к определённым звёздным игрокам.
- Из 51 сборной-участницы только 39 команд были полностью пролицензированы. Из оставшихся 12 ровно 5 команд не были пролицензированы вообще (Албания, Босния, Грузия, БЮР Македония и Нидерланды), вследствие чего разработчики вынуждены были генерировать фамилии для этих игроков. Факт того, что нелицензированной оказалась сборная Нидерландов, вызвал волну возмущения среди фанатов[6] (портал AG.ru объяснил это тем, что у EA Sports были серьёзные проблемы с распространением их продукции в Нидерландах)[5]. Позднее вышедший патч исправил эту ошибку[1]. У оставшихся семи команд оказалась нелицензионная форма (в которой они в реальности нигде и никогда не выступали)[1][6], однако фанатами были выпущены несколько любительских дополнений, позволивших заменить форму любой команды.
- Игра вышла за месяц до начала турнира, из-за чего в составы команд не попали некоторые игроки, заявленные в составы сборных или дебютировавшие уже после релиза игры. В числе не попавших в игру оказались такие футболисты, как Лукаш Подольски, Бастиан Швайнштайгер, Александр Анюков и многие другие[1].
- По заявлению русских локализаторов, уровни навыков игроков некоторых сборных, в том числе сборной России, были умышленно занижены разработчиками по непонятным причинам[5].

### Реакция
- Оценка от Absolute Games: 69 %[5]
- Оценка от Игромании: 7 баллов из 10[1]
- Коммерческий успех: свыше 1 млн. копий игры проданы в течение первого месяца после её релиза[7]

## Саундтрек игры[6]
- Parva — Panic Attack
- Span — Baby’s Come Back
- The Boxer Rebellion — Watermelon
- The Walls[англ.] — To the Bright and Shining Sun[англ.]
- Gliterati — Do you love yourself
- Junkie XL — Billy Club
- Нелли Фуртадо — Forca[8]
- Stakka Bo — Here we go
- Дэйв Кларк — Way of life
- Freq Nasty — Come let me know
- Minus — Long face